# Leucania ochrea
Leucania ochrea är en fjärilsart som beskrevs av W. Warren 1910. Leucania ochrea ingår i släktet Leucania och familjen nattflyn. Inga underarter finns listade i Catalogue of Life.